# Le Dimanche de la vie (film)
Pour les articles homonymes, voir Le Dimanche de la vie.
Pour plus de détails, voir Fiche technique et Distribution.
Le Dimanche de la vie est un film français de Jean Herman (connu en littérature sous le nom de Jean Vautrin) sorti en 1967. Il est inspiré du roman éponyme de Raymond Queneau, paru en 1952.

## Synopsis
1936. Julia, une mercière du Bouscat, se marie avec Valentin Bru, soldat de deuxième classe. Tous deux montent à Paris. Alors qu'il exploite le petit commerce d'encadrement que lui a légué sa belle-mère, Julia, elle, devient secrètement Madame Saphir, voyante. Alors qu'elle tombe malade, Valentin remplace sa femme. Mais la guerre éclate et vient bousculer la vie du couple.

## Fiche technique
- Titre : Le Dimanche de la vie
- Réalisation : Jean Herman
- Assistants réalisateur : Claude Miller, Pierre Grunstein
- Scénario : Olivier Hussenot et Georges Richard d'après le roman éponyme de Raymond Queneau
- Dialogues : Raymond Queneau
- Décors : Jacques Dugied
- Costumes : Marie-Claude Fouquet
- Musique : Georges Delerue
- Photographie : Jean-Jacques Tarbès
- Son : André Louis
- Montage : Geneviève Winding
- Production : Philippe Senne
- Production : Doxa-Film, Safracime, Schermi Associati, Taurus
- Pays :  France
- Format : noir et blanc - 35 mm - son mono
- Genre : comédie
- Durée : 100 minutes
- Date de sortie :
  - France - 13 janvier 1967
- Affiche : Jouineau Bourduge (France)

## Distribution
- Danielle Darrieux : Julia Ségovie / Madame Saphir
- Jean-Pierre Moulin : Valentin Bru
- Olivier Hussenot : Paul Brélugat
- Françoise Arnoul : Chantal Brélugat
- Berthe Bovy : Nanette
- Anne Doat : Didine
- Hubert Deschamps : le sergent puis adjudant Bourrelier
- Paulette Dubost : madame Bijou
- Renée Gardès : Victoire
- Paul Crauchet : Poucier
- Agnès Capri : miss Pantruche
- Henri Virlojeux : M. Balustre
- Jean Rochefort : le capitaine Bordeille
- Roger Blin : Jean Sans-Tête
- Noëlle Hussenot : Catherine
- Madeleine Barbulée : madame Faucolle
- Claude Evrard : le gendarme
- Robert Deslandes : Verterelle
- Germaine Delbat : madame Vertorel
- Paul Bisciglia : le vendeur de journaux
- Madeleine Damien
- Ellen Frank
- Dupont et Pondu

## Autour du film
Le titre du roman, puis du film, est explicité par Raymond Queneau dans son exergue, empruntée au philosophe Georg Hegel, qui « à propos de la peinture hollandaise et de ses scènes de "naïve gaieté et de joie spontanée" [...] parle de "dimanche de la vie", et [...] ajoute : "Des hommes doués d’une aussi bonne humeur ne peuvent être foncièrement mauvais ou vils." »
La gare de Paris-Bastille sert de point d’arrivée à Valentin.
Les scènes parisiennes, situées dans le roman autour de la rue Taine (on voit dans le film la pancarte « Madame Saphir, 12 rue Taine »), sont tournées dans le quartier de Belleville, en particulier dans la rue Vilin.
Clin d'œil à l'actrice Danielle Darrieux qui est elle-même citée dans le film comme actrice à succès. "Elle me plaît, moi, cette Danielle Darrieux", dit le héros du film. Le marchand de balais répond : "Eh, si votre dame vous entendait" (la "dame" en question est justement jouée par… Danielle Darrieux). Un autre personnage ajoute : "Elle est pas souffrante, au moins ? On la voit pas souvent."